# Свитала, Казимеж
Казимеж Чеслав Свитала (пол. Kazimierz Czesław Świtała; 21 апреля 1923, Раконевице — 6 марта 2011, Варшава) — польский юрист, коммунистический политик и государственный деятель, член ЦК ПОРП, министр внутренних дел ПНР в 1968—1971. Считался доверенным лицом Владислава Гомулки. Оставил министерский пост после событий 1970/1971.

## Юрист
Родился в крестьянской семье. В 1944 вступил в Народное Войско Польское. Служил в артиллерийском полку 2-й армии, участвовал в боях. В 1946 демобилизовался в звании поручика.
С марта 1948 Казимеж Свитала состоял в компартии ППР, в декабре преобразованной в ПОРП. В 1951 окончил в Варшаве Высшую юридическую школу — специальное заведение для подготовки юридических кадров правящей партии. Был членом партийного комитета. Окончил также юрфак Познанского университета.
В начале 1950-х Казимеж Свитала был судьёй поветового и воеводского суда в Познани. С 1955 по 1958 — председатель воеводского суда в Катовице. В 1960—1961 возглавлял департамент судебного надзора министерства юстиции ПНР, затем был председателем суда Варшавы и заместителем генерального прокурора ПНР.
В 1965—1967 Казимеж Свитала — заместитель госсекретаря министерства юстиции. В 1967 — заместитель госсекретаря МВД.

## Министр
15 июля 1968 Казимеж Свитала был назначен министром внутренних дел ПНР в правительстве Юзефа Циранкевича. Одновременно вошёл в состав ЦК ПОРП. Назначение Свиталы рассматривалось в контексте мартовского политического кризиса, как один из ходов в сложном раскладе между первым секретарём ЦК ПОРП Владиславом Гомулкой и лидером «партизанской фракции» секретарём ЦК Мечиславом Мочаром. Свитала рассматривался при этом как доверенное лицо Гомулки.
В ведении Казимежа Свиталы как главы МВД находились административные структуры, гражданская милиция, Служба безопасности ПНР. Однако он, выходец с юридической госслужбы, не имел связей и авторитета в силовых структурах и не являлся реальным главой репрессивного аппарата. Эту функцию сохранил за собой Мочар, ставший партийным куратором карательных органов. Практическое же руководство МВД осуществляли заместители министра генерал Стахура и полковник Слабчик, начальник III (политического) департамента полковник Пентек, главный комендант гражданской милиции генерал Петшак.
По должности министр Свитала участвовал в противостоянии декабря 1970. Ещё 9 декабря он издал распоряжение «Об обеспечении общественного порядка и безопасности», утвердил состав центрального оперативного штаба МВД во главе с генералом Петшаком и воеводских штабов. Свитала присутствовал на совещании у Гомулки 15 декабря, где принималось решение о силовом подавлении рабочих протестов на Балтийском побережье. Его голос не являлся решающим, но Свитала разделил ответственность за кровопролитие.
После отставки Гомулки, Мочара, Циранкевича и других партийно-государственных руководителей, Казимеж Свитала недолгое время оставался главой МВД в правительстве Петра Ярошевича. Однако новый первый секретарь ЦК ПОРП Эдвард Герек целенаправленно отстранял руководителей, связавших себя с жёсткой линией Гомулки и Мочара. 13 февраля 1971 Свитала оставил министерский пост.

## Отставка
Уход из МВД формально не завершил карьеру Казимежа Свиталы. В 1972 он был назначен начальником канцелярии сейма ПНР. Оставался в этой должности до 1986. Состоял в Союзе борцов за свободу и демократию, был членом президиума и председателем контрольной комиссии. Входил в руководство Союза польских юристов. Был награждён рядом польских и советских орденов и медалей.
Однако политически значимых постов Свитала уже не занимал и в общественной жизни практически не участвовал. В бурных событиях 1980-х годов никак не проявлялся. На смену общественно-политического строя Польши рубежа 1980—1990-х публично не реагировал.
В 1995 Казимеж Свитала был привлечён к ответственности как один из организаторов убийств в декабре 1970 года. Однако уголовное преследование прекращено по состоянию здоровья 72-летнего Свиталы.
Скончался Казимеж Свитала незадолго до своего 88-летия.